# My Maudlin Career
My Maudlin Career è il quarto album discografico di studio del gruppo musicale scozzese Camera Obscura, pubblicato nel 2009 dalla 4AD e prodotto, come i precedenti, da Jari Haapalainen (The Bear Quartet). All'album ha partecipato Björn Yttling dei Peter Bjorn and John.

## Tracce
Tutte le tracce sono state scritte da Tracyanne Campbell.
1. French Navy – 3:19
2. The Sweetest Thing – 4:23
3. You Told a Lie – 3:45
4. Away with Murder – 4:08
5. Swans – 4:09
6. James – 3:50
7. Careless Love – 4:35
8. My Maudlin Career – 4:19
9. Forests and Sands – 4:16
10. Other Towns and Cities – 3:59
11. Honey in the Sun – 5:45

Durata totale: 46:28

## Classifiche
- Official Albums Chart - #32